# Giovanni Consiglio
Giovanni Consiglio (San Marco la Catola, 17 febbraio 1923 – New York, 22 febbraio 2012) è stato un tenore italiano.di voce potente ed estremamente famoso ed apprezzato nel continente americano.

## Biografia
Combattente da giovane come militare in Libia, fu fatto prigioniero degli inglesi presso Alessandria d'Egitto, dove rimase fino alla fine della Seconda guerra mondiale.
Tornato in Italia, dopo gli eventi bellici, ebbe modo di rivelare il suo talento artistico, inizialmente in opere a livello locale, poi a Buenos Aires, dove venne scritturato da una compagnia italiana.
Il giovane ottimo tenore venne ascoltato più volte da maestri e agenti teatrali, che gli proposero subito molto lavoro, tra cui una decisiva scrittura a Radio Belgrano, una radio di Buenos Aires.
Fu scritturato per vari anni consecutivi al Teatro Colón di Buenos Aires, interpretando ruoli di primo tenore (Cavalleria rusticana, Tosca, ecc.).
Tornò in Italia, e poi nuovamente in America, ma negli Stati Uniti, dove si è esibito a San Francisco, Chicago, Dallas, Washington, e poi in Colombia, Venezuela e nuovamente Argentina, dove il tenore ha sempre conservato un ottimo ricordo.
In seguito ha cantato al Carnegie Hall di New York e al New York City Opera, a Cincinnati per diversi anni e in altre località degli USA.
Nel 1985 ha preso parte ad un importante Concerto all'Alice Tully Hall di New York, cantando insieme con Giuseppe Di Stefano e Ferruccio Tagliavini, in uno dei suoi ultimi impegni pubblici.
Si è poi dedicato all'insegnamento negli Stati Uniti ed ha condiviso la sua notevole esperienza con molti allievi e colleghi. Ha fatto parte di accademie e sodalizi musicali americani.
Vanta alcune registrazioni discografiche.
È scomparso nel 2012 all'età di 89 anni